# Винокур Олександр Григорович
Виноку́р Олександр Григорович (*8 березня 1938 року, смт Вапнярка — †20 серпня 2016 року, місто Черкаси) — український композитор-шестидесятник, педагог, член Національної спілки композиторів України (1968).

## Біографія
Народився Олександр Григорович 8 березня 1938 року на станції Вапнярка, нині селище міського типу Томашпільського району Вінницької області. У трирічному віці малий Сашко разом з матір'ю потрапив до німецького полону, де вони перебували до кінця війни у робочому таборі у польському Білостоці. Школу закінчив у рідному селищі, 1961 року закінчив Київську консерваторію, клас композиції Андрія Штогаренка. Там же познайомився з рідною дружиною — Маркотенко Мар'яною Іванівною. У 1960—1961 роках працював старшим методистом Центрального будинку народної творчості України у місті Києві. З 1961 року працював у Черкаському музичному училищі викладачем музично-теоретичних дисциплін, за сумісництвом працював у Черкаському будинку народної творчості. З 1968 року займав посаду голови Черкаського обласного об'єднання самодіяльних композиторів, де на підтримку та узагальнення результатів роботи учасників спілки написав понад 2000 рецензій.

Олександр Винокур та Микола Негода

Олександр Винокур та Микола Негода

Він був знайомий та підтримував дружні зв'язки з багатьма видатними українськими діячами культури та науки — Василем Симоненко, Дмитром Павличко, Миколою Негодою, Олександром Левадою, Данилом Нарбутом, всесвітньо відомим фізиком Андрієм Сахаровим та багатьма іншими.

## Творчість
У творчості Винокура відбилися провідні тенденції часу, він черпав натхнення у сучасній вітчизняній літературі, створював музику до сучасних кінострічок та історичних подій, з філософською іронією розповідав про себе та сучасність. Музика композитора не є радикально авангардною, але відбиває стильові пошуки та новації часу.
Олександр Винокур займався обробками українських народних пісень, творами для фортепіано, вокально-симфонічними та симфонічними композиціями, камерними вокальними та інструментальними творами. Українська тематика стала провідною у його творчості: життя народу, історія та сучасність, картини рідної природи, національний побут, образ Тараса Шевченка, широке використання українських народних пісень і фольклорних цитат. В останні роки свого життя музикант звертався до ліричних образів автобіографічного характеру, до комедійної і сатиричної тематики за романом Олега Чорногуза «Аристократ із Вапнярки» та «Претенденти на папаху». Освоює також сучасну техніку композиції за допомогою комп'ютеру та електронних засобів («Нічний рояль», «Калєнди»). Серед його творчого доробку:
- опера «Холодний Яр» (1970, лібрето Миколи Негоди);
- опера «Фауст і мить» («Здрастуй, космосе», 1983-1987, трагедія за драмою Олександра Левади «Фауст і смерть»);
- балет «Вони залишились молодими» (1975, за мотивами балади Василя Симоненка «Тополя», лібрето власне)
- ораторія-вистава, вокальна симфонія «Вінок Кобзареві» (1964, на вірші Миколи Негоди);
- симфонія-кантата «Чувство Родины» (а слова В.Фірсова);
- симфонія-кантата «Місто-богатир» (а слова М.Негоди);
- музика для симфонічного оркестру «Поема пам'яті Тараса Шевченка» (1961), «Романтична балада», «Диптих для струнних інструментів» (1965);
- концерт та 3 камерні симфонії.